# Handball-Weltmeisterschaft der Männer 2011
Die 22. Handball-Weltmeisterschaft der Männer wurde vom 13. bis 30. Januar 2011 in Schweden ausgetragen. Weltmeister wurde die Auswahl Frankreichs vor Dänemark und Spanien. Deutschland belegte den 11. und Österreich den 18. Platz. Die Schweiz schied bereits in der Qualifikation zur Handball-Weltmeisterschaft aus.

## Gastgeber
Am 18. Oktober 2008 wurde in Herzogenaurach durch den Council der Internationalen Handballföderation (IHF) Schweden als Gastgeber bestimmt. Schweden setzte sich mit seiner Bewerbung im ersten Wahlgang mit sieben von 13 Stimmen gegen Dänemark, Ungarn und Spanien durch. Damit ist Schweden zum vierten Mal Gastgeber des Turniers; das Land war bereits Gastgeber der Weltmeisterschaft 1954, 1967 und 1993.

## Spielorte
| Ansicht | Informationen | Stadt        | Kapazität |
| ------- | --- | ------------ | --------- |
|         | Malmö Arena Die Multifunktionshalle wurde im November 2008 fertiggestellt. Sie wird hauptsächlich für Konzerte und Eishockeyspiele genutzt. Bei der WM wurden hier ein Halbfinalspiel sowie das Finale ausgetragen.                            | Malmö        | 13.700    |
|         | Scandinavium Die Multifunktionshalle wird seit 1971 für Konzerte und Eishockeyspiele genutzt. Sie ist Heimstätte des Eishockeyclubs Frölunda HC.                                                                                               | Göteborg     | 12.000    |
|         | Himmelstalundshallen Die Eishalle wurde 1977 eröffnet und ist Heimstätte für HC Vita Hästen. | Norrköping   | 04.300    |
|         | Färs & Frosta Sparbank Arena Diese Handballhalle wurde im Herbst 2008 eingeweiht. Sie wird von den Vereinen LUGI HF und H 43 genutzt, die beide in der höchsten schwedischen Liga spielen.                                                     | Lund         | 03.000    |
|         | Kristianstad Arena Die Arena bildet das Zentrum einer großen Sportanlage mit mehreren weiteren Hallen. Hier trägt IFK Kristianstad seine Heimspiele aus.                                                                                       | Kristianstad | 04.600    |
|         | Kinnarps Arena Die im Jahre 2004 umgebaute und erweiterte Multifunktionsarena wird regelmäßig für die Heimspiele von HV71 genutzt. Bei der Handball-Europameisterschaft der Männer 2002 trug das deutsche Team hier seine Vorrundenspiele aus. | Jönköping    | 07.000    |
|         | Cloetta Center Seit der Eröffnung 2004 trägt hier Linköpings HC seine Heimspiele aus. | Linköping    | 08.500    |
|         | Arena Skövde Die Arena wurde 2001 erbaut und ist die Heimstätte von IFK Skövde HK und Skövde HF. | Skövde       | 02.500    |

| Malmö |

| Lund |

| Kristianstad |

| Göteborg |

| Jönköping |

| Linköping |

| Skövde |

| Norrköping |

| Malmö |

| Lund |

| Kristianstad |

| Göteborg |

| Jönköping |

| Linköping |

| Skövde |

| Norrköping |

## Finanzen

### Einnahmen
Die Internationale Handballföderation mit Sitz in der Schweiz rechnete mit Einnahmen in Höhe von 75 bis 80 Millionen Schweizer Franken (ca. 58 bis 62 Millionen Euro).

### Ausgaben
Die IHF rechnete mit Ausgaben in Höhe von rund vier Millionen Franken. Dazu zählten rund 500.000 Franken Versicherungsbeiträge, 918.400 Franken Ablösegebühren, Antrittsgelder, Bonuszahlungen in Höhe von 288.000 Franken sowie Zahlungen an den gastgebenden schwedischen Verband in Höhe von 1,2 Millionen Franken.

#### Preisgelder
Die Preisgelder für die Teams wurden gegenüber der letzten Weltmeisterschaft erhöht. Die IHF zahlte dem Weltmeister Frankreich 200.000 Schweizer Franken, dem Zweitplatzierten Dänemark 150.000, dem Dritten Spanien 75.000 und Schweden, dem Vierten der Weltmeisterschaft 2011, 25.000 Schweizer Franken.

#### Antrittsgelder
Jeder teilnehmende nationale Verband erhielt für die Teilnahme an der Weltmeisterschaft 25.000 Schweizer Franken von der IHF.

#### Abstellgebühren und Bonuszahlungen
Die Internationale Handballföderation (IHF) zahlte den Vereinen der an der Weltmeisterschaft teilnehmenden Spieler Entschädigungen, sogenannte Abstellgebühren. Der Etat dafür betrug eine Million Schweizer Franken, die Höhe der Zahlungen richtete sich nach dem Abschneiden der Nationalmannschaften. Die Abstellgebühren werden pro Tag gezahlt. Für Spieler der vier Halbfinalisten wurden je Tag 300 Schweizer Franken an den abstellenden Verein gezahlt, 200 Franken für die Nationalspieler der Teams auf den Plätzen 5 bis 8, 150 Franken für Spieler der die Plätze 9 bis 16 belegenden Nationalteams und 75 Franken für die Plätze 17 bis 24. Für Training und Vorbereitung zahlte die IHF pauschal ebenfalls gestaffelt nach der Platzierung zwischen 24.000 Schweizer Franken für die Vereine der Spieler der vier Halbfinalisten und 4000 Franken für die Plätze 17 bis 24.

#### Spielerversicherungen
Erstmals bei einer Weltmeisterschaft waren die Spieler auch durch den ausrichtenden IHF versichert. Die IHF kalkulierte mit Versicherungskosten in Höhe von rund 500.000 Schweizer Franken. Der deutsche Versicherer Himmelseher Sportversicherungen Weltweit war durch die IHF mit der Versicherung beauftragt worden.

#### Abgabe an den Gastgeber
Der schwedische Handballverband als Gastgeber erhielt von der IHF 1,2 Millionen Schweizer Franken.

## Qualifikation
An dem Turnier nahmen 24 Mannschaften teil. Automatisch qualifiziert waren Frankreich (als Weltmeister 2009) und Schweden als Gastgeber.
Aus Afrika, Amerika und Asien nahmen jeweils drei Mannschaften am Turnier teil. Ozeanien entsandte mit Australien einen Teilnehmer. Aus Europa waren die drei Bestplatzierten der Handball-Europameisterschaft der Männer 2010 direkt qualifiziert; da Frankreich, Europameister 2010, bereits als titelverteidigender Weltmeister 2009 qualifiziert war, starteten die nachfolgenden drei Bestplatzierten der Europameisterschaft 2010, Kroatien, Island und Polen. Die weiteren neun europäischen Mannschaften wurden über Qualifikationsspiele ermittelt.
Mit dem Abschluss der Panamerikanischen Meisterschaft am 26. Juni 2010 standen alle qualifizierten Verbände fest. Bahrain und Chile nehmen erstmals an einer Weltmeisterschaft teil. Russland hat sich nach 17 Teilnahmen in Folge (ehemals als UdSSR) zum ersten Mal seit 1961 nicht für eine Weltmeisterschaft qualifizieren können. Somit ist Spanien mit seiner fünfzehnten Teilnahme in Folge (seit 1974) der aktuelle „Dauerbrenner“ bei Weltmeisterschaften, dann folgt Ägypten mit zehn aufeinanderfolgenden Qualifikationen seit 1993. Gastgeber Schweden bestritt bereits seine 21. Weltmeisterschaft und fehlte nur bei der WM 2007 in Deutschland.
Sechs der acht bisherigen Weltmeister nahmen an den Titelkämpfen teil. Neben Russland (Weltmeister 1982, 1993 und 1997) fehlte mit Tschechien auch der Nachfolgeverband des Titelträgers von 1967, der Tschechoslowakei.
| Land        | Kontinent (Verband) | Qualifiziert als                    | Qualifikationsdatum | Bisherige Teilnahmen an Weltmeisterschaften                                                                                  |
| ----------- | ------------------- | ----------------------------------- | ------------------- | --- |
| Schweden    | Europa (EHF)        | Gastgeber                           | 18. Okt. 2008       | 20 (1938, 1954, 1958, 1961, 1964, 1967, 1970, 1974, 1978, 1982, 1986, 1990, 1993, 1995, 1997, 1999, 2001, 2003, 2005, 2009)  |
| Frankreich  | Europa (EHF)        | Titelverteidiger                    | 1. Feb. 2009        | 17 (1954, 1958, 1961, 1964, 1967, 1970, 1978, 1990, 1993, 1995, 1997, 1999, 2001, 2003, 2005, 2007, 2009)                    |
| Kroatien    | Europa (EHF)        | 2. der Europameisterschaft 2010     | 31. Jan. 2010       | 08 (1995, 1997, 1999, 2001, 2003, 2005, 2007, 2009)                                                                          |
| Island      | Europa (EHF)        | 3. der Europameisterschaft 2010     | 31. Jan. 2010       | 03 (1995, 1997, 2007) |
| Polen       | Europa (EHF)        | 4. der Europameisterschaft 2010     | 31. Jan. 2010       | 09 (1958, 1974, 1978, 1982, 1986, 1990, 2003, 2007, 2009)                                                                    |
| Österreich  | Europa (EHF)        | Play-off-Sieger                     | 20. Juni 2010       | 03 (1938, 1958, 1993) |
| Norwegen    | Europa (EHF)        | Play-off-Sieger                     | 20. Juni 2010       | 09 (1958, 1961, 1964, 1967, 1970, 1993, 2005, 2007, 2009)                                                                    |
| Ungarn      | Europa (EHF)        | Play-off-Sieger                     | 20. Juni 2010       | 16 (1958, 1964, 1967, 1970, 1974, 1978, 1982, 1986, 1990, 1993, 1995, 1997, 1999, 2003, 2007, 2009)                          |
| Deutschland | Europa (EHF)        | Play-off-Sieger                     | 20. Juni 2010       | 20 (1938, 1954, 1958, 1961, 1964, 1967, 1970, 1974, 1978, 1982, 1986, 19901, 1993, 1995, 1999, 2001, 2003, 2005, 2007, 2009) |
| Slowakei    | Europa (EHF)        | Play-off-Sieger                     | 20. Juni 2010       | 01 (2009) |
| Serbien     | Europa (EHF)        | Play-off-Sieger                     | 20. Juni 2010       | 16 (1958, 1961, 1964, 1967, 1970, 1974, 1978, 1982, 1986, 1990, 1997, 1999, 2001, 2003, 2005, 2007, 2009)2                   |
| Rumänien    | Europa (EHF)        | Play-off-Sieger                     | 20. Juni 2010       | 09 (1958, 1961, 1964, 1967, 1970, 1974, 1978, 1990, 1995)                                                                    |
| Dänemark    | Europa (EHF)        | Play-off-Sieger                     | 20. Juni 2010       | 018 (1938, 1954, 1958, 1961, 1964, 1967, 1970, 1974, 1978, 1982, 1986, 1993, 1995, 1999, 2003, 2005, 2007, 2009)             |
| Spanien     | Europa (EHF)        | Play-off-Sieger                     | 20. Juni 2010       | 15 (1958, 1974, 1978, 1982, 1986, 1990, 1993, 1995, 1997, 1999, 2001, 2003, 2005, 2007, 2009)                                |
| Südkorea    | Asien (AHF)         | 1. der Asienmeisterschaft 2010      | 17. Feb. 2010       | 09 (1993, 1995, 1997, 1999, 2001, 2003, 2005, 2007, 2009)                                                                    |
| Bahrain     | Asien (AHF)         | 2. der Asienmeisterschaft 2010      | 17. Feb. 2010       | 0 |
| Japan       | Asien (AHF)         | 3. der Asienmeisterschaft 2010      | 19. Feb. 2010       | 06 (1961, 1964, 1967, 1970, 1995, 1997)                                                                                      |
| Tunesien    | Afrika (CAHB)       | 1. der Afrikameisterschaft 2010     | 19. Feb. 2010       | 09 (1967, 1995, 1997, 1999, 2001, 2003, 2005, 2007, 2009)                                                                    |
| Ägypten     | Afrika (CAHB)       | 2. der Afrikameisterschaft 2010     | 19. Feb. 2010       | 10 (1964, 1993, 1995, 1997, 1999, 2001, 2003, 2005, 2007, 2009)                                                              |
| Algerien    | Afrika (CAHB)       | 3. der Afrikameisterschaft 2010     | 20. Feb. 2010       | 11 (1974, 1982, 1986, 1990, 1995, 1997, 1999, 2001, 2003, 2005, 2009)                                                        |
| Australien  | Ozeanien (OCHF)     | 1. der Ozeanienmeisterschaft 2010   | 9. Mai 2010         | 05 (1999, 2003, 2005, 2007, 2009)                                                                                            |
| Argentinien | Panamerika (PATHF)  | 1. der Panamerikameisterschaft 2010 | 25. Juni 2010       | 07 (1997, 1999, 2001, 2003, 2005, 2007, 2009)                                                                                |
| Brasilien   | Panamerika (PATHF)  | 2. der Panamerikameisterschaft 2010 | 25. Juni 2010       | 09 (1958, 1995, 1997, 1999, 2001, 2003, 2005, 2007, 2009)                                                                    |
| Chile       | Panamerika (PATHF)  | 3. der Panamerikameisterschaft 2010 | 26. Juni 2010       | 0 |

Anmerkungen

1 1990 nahm von beiden deutschen Auswahlen nur die DDR-Mannschaft an der WM teil.

2 bis 2003 Teil der Nationalmannschaft Jugoslawiens, 2005 Teil der Nationalmannschaft von Serbien und Montenegro

## Schiedsrichter
Als Schiedsrichter wurden eingesetzt:
- Kacem Mezian und Othmane Si Bachir (Algerien)
- Jesus Nilson Aires Menezes und Rogério Aparecido Pinto (Brasilien)
- Václav Horáček und Jiří Novotný (Tschechien)
- Per Olesen und Lars Ejby Pedersen (Dänemark)
- Nordine Lazaar und Laurent Reveret (Frankreich)
- Lars Geipel und Marcus Helbig (Deutschland)
- Mohsen Karbastschi und Maschid Kolahduzan (Iran)
- Bogdan Nicolae Stark und Romeo Mihai Ștefan (Rumänien)
- Nenad Krstič und Peter Ljubič (Slowenien)
- Nenad Nikolić und Dušan Stojković (Serbien)
- Mikael Rickard Canbro und Mikael Claesson (Schweden)
- Carlos María Marina und Darío Leonel Minore (Argentinien)
- Yalatima Nanga Coulibaly und Mamadou Diabaté (Elfenbeinküste)
- Óscar Raluy López und Ángel Luis Sabroso Ramírez (Spanien)
- Gjorgji Načevski und Slave Nikolov (Mazedonien)
- Kenneth Abrahamsen und Arne Kristiansen (Norwegen)
- Michal Baďura und Jaroslav Ondogrecula (Slowakei)
- Omar Al-Marzouqi und Mohammad Rashid Al-Nuaimi (Vereinigte Arabische Emirate)

Die Internationale Handballföderation suspendierte am 22. Januar 2011 einen der Schiedsrichter, dessen Name zunächst nicht bekannt gegeben wurde; er kommt laut Die Welt aus Algerien und soll sich vor einem Zimmermädchen entblößt haben.

## Mannschaftskader
Die sogenannten erweiterten Mannschaftskader umfassen bis zu 28 Spieler. Aus diesen werden nur 16 Spieler für die Weltmeisterschaft tatsächlich aufgestellt; während des Turniers können Spieler aus dem erweiterten Kader als Ersatz für Verletzte nachnominiert werden.

## Spielplan
Die Vorrunde begann am 13. Januar 2011 mit dem Eröffnungsspiel Schweden gegen Chile in Göteborg. Für die restlichen 22 Teams begann das Turnier einen Tag später. Die Vorrunde wurde in vier Gruppen à sechs Mannschaften gespielt; die einzelnen Gruppen spielten in Göteborg, Linköping/Norrköping, Malmö/Lund und in Kristianstad/Lund.
Die Teams, die nach den Vorrundenspielen die Plätze 1 bis 3 in ihrer Gruppe belegten, zogen in die Hauptrunde ein. Die Mannschaften auf den Plätzen 4 bis 6 spielten im President’s Cup weiter.
In der Hauptrunde spielten ab 22. Januar 2011 in Jönköping und in Malmö/Lund zwei Gruppen à sechs Mannschaften.
Aus der Hauptrunde qualifizierten sich dann die jeweils zwei besten Mannschaften für das Halbfinale, das in Kristianstad und in Malmö am Freitag, 28. Januar 2011 ausgetragen wird. Das Finale und das Spiel um Platz drei fand am Sonntag, 30. Januar 2011 in der Malmö Arena statt.

### Auslosung der Vorrundengruppen
Die Auslosung der Vorrundengruppen der Handball-Weltmeisterschaft 2011 fand am 9. Juli 2010 in der Scandinavium Arena in Göteborg statt. Die 24 qualifizierten Mannschaften wurden in vier Gruppen mit jeweils sechs Teams aufgeteilt. Gastgeber Schweden konnte sich eine Gruppe aussuchen. Die Gruppenaufteilung sah damit wie folgt aus:
| Gruppe A                                                            | Gruppe B                                                      | Gruppe C                                                           | Gruppe D                                                       |
| ------------------------------------------------------------------- | ------------------------------------------------------------- | ------------------------------------------------------------------ | -------------------------------------------------------------- |
| - Frankreich - Spanien - Deutschland - Tunesien - Ägypten - Bahrain | - Island - Norwegen - Österreich - Ungarn - Brasilien - Japan | - Kroatien - Dänemark - Serbien - Rumänien - Algerien - Australien | - Polen - Schweden - Südkorea - Slowakei - Argentinien - Chile |

### Vorrunde

#### Austragungsmodus
Bei Punktgleichheit von zwei oder mehr Mannschaften entschieden folgende Kriterien über die Platzierung:
1. höhere Anzahl Punkte in den Direktbegegnungen der punktgleichen Teams;
2. bessere Tordifferenz in den Direktbegegnungen der punktgleichen Teams;
3. höhere Anzahl Tore in den Direktbegegnungen der punktgleichen Teams;
4. bessere Tordifferenz aus allen Gruppenspielen;
5. höhere Anzahl Tore aus allen Gruppenspielen;
6. das Los.

#### Legende
| Sp. | Gespielte Spiele      |
| S   | Gewonnene Spiele      |
| U   | Unentschiedene Spiele |
| N   | Niederlagen           |

#### Gruppe A
Die Spiele der Gruppe A wurden in Kristianstad und Lund ausgetragen.
| Pl. | Land        | Sp. | S | U | N | Tore      | Diff. | Punkte |
| --- | ----------- | --- | - | - | - | --------- | ----- | ------ |
| 1.  | Frankreich  | 5   | 4 | 1 | 0 | 0159:1060 | +53   | 9      |
| 2.  | Spanien     | 5   | 4 | 1 | 0 | 0139:1100 | +29   | 9      |
| 3.  | Deutschland | 5   | 3 | 0 | 2 | 0151:1250 | +26   | 6      |
| 4.  | Ägypten     | 5   | 1 | 0 | 4 | 0115:1390 | −24   | 2      |
| 5.  | Tunesien    | 5   | 1 | 0 | 4 | 0114:1370 | −23   | 2      |
| 6.  | Bahrain     | 5   | 1 | 0 | 4 | 0105:1660 | −61   | 2      |

| 14. Jan. 2011 um 18:00 Uhr in Kristianstad | Frankreich  | – | Tunesien    | 32:19 (15:9)  |
| 14. Jan. 2011 um 18:15 Uhr in Lund         | Deutschland | – | Ägypten     | 30:25 (15:12) |
| 14. Jan. 2011 um 20:15 Uhr in Kristianstad | Spanien     | – | Bahrain     | 33:22 (16:8)  |
| 16. Jan. 2011 um 16:15 Uhr in Kristianstad | Bahrain     | – | Deutschland | 18:38 (9:20)  |
| 16. Jan. 2011 um 17:30 Uhr in Lund         | Tunesien    | – | Spanien     | 18:21 (7:9)   |
| 16. Jan. 2011 um 18:45 Uhr in Kristianstad | Ägypten     | – | Frankreich  | 19:28 (8:12)  |
| 17. Jan. 2011 um 18:30 Uhr in Kristianstad | Spanien     | – | Deutschland | 26:24 (13:13) |
| 17. Jan. 2011 um 20:30 Uhr in Lund         | Frankreich  | – | Bahrain     | 41:17 (23:10) |
| 17. Jan. 2011 um 20:45 Uhr in Kristianstad | Tunesien    | – | Ägypten     | 23:27 (10:11) |
| 19. Jan. 2011 um 18:00 Uhr in Lund         | Bahrain     | – | Tunesien    | 21:28 (12:15) |
| 19. Jan. 2011 um 18:15 Uhr in Kristianstad | Deutschland | – | Frankreich  | 23:30 (10:13) |
| 19. Jan. 2011 um 20:30 Uhr in Kristianstad | Spanien     | – | Ägypten     | 31:18 (14:9)  |
| 20. Jan. 2011 um 18:00 Uhr in Lund         | Ägypten     | – | Bahrain     | 26:27 (12:12) |
| 20. Jan. 2011 um 18:30 Uhr in Kristianstad | Deutschland | – | Tunesien    | 36:26 (15:12) |
| 20. Jan. 2011 um 20:45 Uhr in Kristianstad | Frankreich  | – | Spanien     | 28:28 (18:13) |

#### Gruppe B
Die Spiele der Gruppe B wurden in Norrköping und Linköping ausgetragen.
| Pl. | Land       | Sp. | S | U | N | Tore      | Diff. | Punkte |
| --- | ---------- | --- | - | - | - | --------- | ----- | ------ |
| 1.  | Island     | 5   | 5 | 0 | 0 | 0157:1190 | +38   | 10     |
| 2.  | Ungarn     | 5   | 4 | 0 | 1 | 0148:1330 | +15   | 8      |
| 3.  | Norwegen   | 5   | 3 | 0 | 2 | 0139:1360 | +3    | 6      |
| 4.  | Japan      | 5   | 2 | 0 | 3 | 0141:1610 | −20   | 4      |
| 5.  | Österreich | 5   | 1 | 0 | 4 | 0144:1480 | −4    | 2      |
| 6.  | Brasilien  | 5   | 0 | 0 | 5 | 0131:1630 | −32   | 0      |

| 14. Jan. 2011 um 17:00 Uhr in Norrköping | Island     | – | Ungarn     | 32:26 (14:11) |
| 14. Jan. 2011 um 19:10 Uhr in Norrköping | Norwegen   | – | Japan      | 35:29 (18:13) |
| 14. Jan. 2011 um 21:30 Uhr in Norrköping | Österreich | – | Brasilien  | 34:24 (17:13) |
| 15. Jan. 2011 um 16:30 Uhr in Norrköping | Ungarn     | – | Norwegen   | 26:23 (14:16) |
| 15. Jan. 2011 um 18:45 Uhr in Norrköping | Japan      | – | Österreich | 33:30 (18:11) |
| 15. Jan. 2011 um 21:00 Uhr in Norrköping | Brasilien  | – | Island     | 26:34 (12:19) |
| 17. Jan. 2011 um 17:00 Uhr in Linköping  | Ungarn     | – | Brasilien  | 36:22 (22:8)  |
| 17. Jan. 2011 um 19:10 Uhr in Linköping  | Norwegen   | – | Österreich | 33:27 (16:11) |
| 17. Jan. 2011 um 21:30 Uhr in Linköping  | Island     | – | Japan      | 36:24 (18:11) |
| 18. Jan. 2011 um 17:00 Uhr in Linköping  | Japan      | – | Ungarn     | 24:28 (8:13)  |
| 18. Jan. 2011 um 19:10 Uhr in Linköping  | Norwegen   | – | Brasilien  | 26:25 (13:12) |
| 18. Jan. 2011 um 21:30 Uhr in Linköping  | Österreich | – | Island     | 23:26 (16:11) |
| 20. Jan. 2011 um 17:00 Uhr in Linköping  | Brasilien  | – | Japan      | 32:33 (12:13) |
| 20. Jan. 2011 um 19:10 Uhr in Linköping  | Island     | – | Norwegen   | 29:22 (12:12) |
| 20. Jan. 2011 um 21:30 Uhr in Linköping  | Österreich | – | Ungarn     | 30:32 (16:13) |

#### Gruppe C
Die Spiele der Gruppe C wurden in Malmö und Lund ausgetragen.
| Pl. | Land       | Sp. | S | U | N | Tore      | Diff. | Punkte |
| --- | ---------- | --- | - | - | - | --------- | ----- | ------ |
| 1.  | Dänemark   | 5   | 5 | 0 | 0 | 0181:1170 | +64   | 10     |
| 2.  | Kroatien   | 5   | 3 | 1 | 1 | 0148:1090 | +39   | 7      |
| 3.  | Serbien    | 5   | 2 | 1 | 2 | 0139:1390 | ±0    | 5      |
| 4.  | Algerien   | 5   | 2 | 0 | 3 | 0100:1090 | −9    | 4      |
| 5.  | Rumänien   | 5   | 2 | 0 | 3 | 0132:1230 | +9    | 4      |
| 6.  | Australien | 5   | 0 | 0 | 5 | 077:1800  | −103  | 0      |

| 14. Jan. 2011 um 18:00 Uhr in Malmö | Kroatien   | – | Rumänien   | 27:21 (11:13) |
| 14. Jan. 2011 um 20:15 Uhr in Malmö | Dänemark   | – | Australien | 47:12 (21:8)  |
| 14. Jan. 2011 um 20:45 Uhr in Lund  | Serbien    | – | Algerien   | 25:24 (13:9)  |
| 16. Jan. 2011 um 18:00 Uhr in Malmö | Australien | – | Serbien    | 18:35 (8:16)  |
| 16. Jan. 2011 um 20:00 Uhr in Lund  | Algerien   | – | Kroatien   | 15:26 (11:11) |
| 16. Jan. 2011 um 20:15 Uhr in Malmö | Rumänien   | – | Dänemark   | 30:39 (16:17) |
| 17. Jan. 2011 um 18:00 Uhr in Malmö | Kroatien   | – | Australien | 42:15 (19:9)  |
| 17. Jan. 2011 um 18:00 Uhr in Lund  | Rumänien   | – | Algerien   | 14:15 (10:8)  |
| 17. Jan. 2011 um 20:15 Uhr in Malmö | Dänemark   | – | Serbien    | 35:27 (16:14) |
| 19. Jan. 2011 um 18:00 Uhr in Malmö | Serbien    | – | Kroatien   | 24:24 (13:12) |
| 19. Jan. 2011 um 20:15 Uhr in Malmö | Dänemark   | – | Algerien   | 26:19 (16:9)  |
| 19. Jan. 2011 um 20:30 Uhr in Lund  | Australien | – | Rumänien   | 14:29 (6:14)  |
| 20. Jan. 2011 um 18:00 Uhr in Malmö | Algerien   | – | Australien | 27:18 (12:11) |
| 20. Jan. 2011 um 20:15 Uhr in Malmö | Kroatien   | – | Dänemark   | 29:34 (16:15) |
| 20. Jan. 2011 um 20:30 Uhr in Lund  | Serbien    | – | Rumänien   | 28:38 (17:20) |

#### Gruppe D
Die Spiele der Gruppe D wurden in Göteborg ausgetragen.
| Pl. | Land        | Sp. | S | U | N | Tore      | Diff. | Punkte |
| --- | ----------- | --- | - | - | - | --------- | ----- | ------ |
| 1.  | Schweden    | 5   | 4 | 0 | 1 | 0142:1120 | +30   | 8      |
| 2.  | Polen       | 5   | 4 | 0 | 1 | 0143:1230 | +20   | 8      |
| 3.  | Argentinien | 5   | 3 | 1 | 1 | 0133:1140 | +19   | 7      |
| 4.  | Südkorea    | 5   | 2 | 1 | 2 | 0137:1280 | +9    | 5      |
| 5.  | Slowakei    | 5   | 0 | 1 | 4 | 0128:1560 | −28   | 1      |
| 6.  | Chile       | 5   | 0 | 1 | 4 | 0117:1670 | −50   | 1      |

| 13. Jan. 2011 um 20:15 Uhr in Göteborg | Schweden    | – | Chile       | 28:18 (15:8)  |
| 14. Jan. 2011 um 18:15 Uhr in Göteborg | Südkorea    | – | Argentinien | 25:25 (13:11) |
| 14. Jan. 2011 um 20:15 Uhr in Göteborg | Polen       | – | Slowakei    | 35:33 (15:17) |
| 15. Jan. 2011 um 16:15 Uhr in Göteborg | Chile       | – | Südkorea    | 22:37 (12:15) |
| 15. Jan. 2011 um 18:15 Uhr in Göteborg | Slowakei    | – | Schweden    | 22:38 (14:15) |
| 15. Jan. 2011 um 20:15 Uhr in Göteborg | Argentinien | – | Polen       | 23:24 (6:11)  |
| 17. Jan. 2011 um 16:15 Uhr in Göteborg | Slowakei    | – | Argentinien | 18:23 (9:7)   |
| 17. Jan. 2011 um 18:15 Uhr in Göteborg | Polen       | – | Chile       | 38:23 (15:13) |
| 17. Jan. 2011 um 20:15 Uhr in Göteborg | Schweden    | – | Südkorea    | 30:24 (14:12) |
| 18. Jan. 2011 um 16:15 Uhr in Göteborg | Chile       | – | Slowakei    | 29:29 (15:12) |
| 18. Jan. 2011 um 18:15 Uhr in Göteborg | Südkorea    | – | Polen       | 20:25 (11:10) |
| 18. Jan. 2011 um 20:15 Uhr in Göteborg | Schweden    | – | Argentinien | 22:27 (10:12) |
| 20. Jan. 2011 um 16:15 Uhr in Göteborg | Südkorea    | – | Slowakei    | 31:26 (14:10) |
| 20. Jan. 2011 um 18:15 Uhr in Göteborg | Argentinien | – | Chile       | 35:25 (15:13) |
| 20. Jan. 2011 um 20:15 Uhr in Göteborg | Polen       | – | Schweden    | 21:24 (12:14) |

### Hauptrunde

#### Austragungsmodus
Die Hauptrunde wurde in zwei Gruppen ausgetragen. Für die erste Hauptrundengruppe qualifizierten sich die drei Erstplatzierten aus den Vorrundengruppen A und B, die zweite Gruppe bildeten die drei Erstplatzierten aus den Vorrundengruppen C und D. Dabei wurden die Ergebnisse aus den direkten Vergleichen aus der Vorgruppe mit in die Hauptrunde übernommen; es fanden also nur noch Spiele gegen die Mannschaften aus der jeweils anderen Gruppe statt. Die Platzierung bei Punktgleichheit entsprach der Regelung aus der Vorrunde.

#### Legende
| Sp. | Gespielte Spiele      |
| S   | Gewonnene Spiele      |
| U   | Unentschiedene Spiele |
| N   | Niederlagen           |

#### Gruppe I
Die Spiele der Hauptgruppe I wurden in Jönköping ausgetragen.
| Pl. | Land        | Sp. | S | U | N | Tore      | Diff. | Punkte |
| --- | ----------- | --- | - | - | - | --------- | ----- | ------ |
| 1.  | Frankreich  | 5   | 4 | 1 | 0 | 0160:1290 | +31   | 9      |
| 2.  | Spanien     | 5   | 4 | 1 | 0 | 0148:1270 | +21   | 9      |
| 3.  | Island      | 5   | 2 | 0 | 3 | 0137:1410 | −4    | 4      |
| 4.  | Ungarn      | 5   | 2 | 0 | 3 | 0127:1470 | −20   | 4      |
| 5.  | Norwegen    | 5   | 1 | 0 | 4 | 0133:1430 | −10   | 2      |
| 6.  | Deutschland | 5   | 1 | 0 | 4 | 0124:1420 | −18   | 2      |

| 22. Jan. 2011 um 16:15 Uhr in Jönköping | Spanien     | – | Norwegen    | 32:27 (15:12) |
| 22. Jan. 2011 um 18:30 Uhr in Jönköping | Deutschland | – | Island      | 27:24 (15:13) |
| 22. Jan. 2011 um 20:45 Uhr in Jönköping | Frankreich  | – | Ungarn      | 37:24 (18:11) |
| 24. Jan. 2011 um 16:00 Uhr in Jönköping | Island      | – | Spanien     | 24:32 (10:20) |
| 24. Jan. 2011 um 18:15 Uhr in Jönköping | Ungarn      | – | Deutschland | 27:25 (10:12) |
| 24. Jan. 2011 um 20:30 Uhr in Jönköping | Norwegen    | – | Frankreich  | 26:31 (14:17) |
| 25. Jan. 2011 um 16:15 Uhr in Jönköping | Deutschland | – | Norwegen    | 25:35 (13:17) |
| 25. Jan. 2011 um 18:30 Uhr in Jönköping | Spanien     | – | Ungarn      | 30:24 (13:13) |
| 25. Jan. 2011 um 20:30 Uhr in Jönköping | Frankreich  | – | Island      | 34:28 (16:13) |

#### Gruppe II
Die Spiele der Hauptgruppe II wurden in Malmö und Lund ausgetragen.
| Pl. | Land        | Sp. | S | U | N | Tore      | Diff. | Punkte |
| --- | ----------- | --- | - | - | - | --------- | ----- | ------ |
| 1.  | Dänemark    | 5   | 5 | 0 | 0 | 0155:1310 | +24   | 10     |
| 2.  | Schweden    | 5   | 3 | 0 | 2 | 0127:1240 | +3    | 6      |
| 3.  | Kroatien    | 5   | 2 | 1 | 2 | 0142:1290 | +13   | 5      |
| 4.  | Polen       | 5   | 2 | 0 | 3 | 0123:1290 | −6    | 4      |
| 5.  | Serbien     | 5   | 1 | 1 | 3 | 0127:1390 | −12   | 3      |
| 6.  | Argentinien | 5   | 1 | 0 | 4 | 0117:1390 | −22   | 2      |

| 22. Jan. 2011 um 18:15 Uhr in Lund  | Kroatien    | – | Argentinien | 36:18 (19:6)  |
| 22. Jan. 2011 um 18:15 Uhr in Malmö | Serbien     | – | Schweden    | 24:28 (13:12) |
| 22. Jan. 2011 um 20:15 Uhr in Malmö | Dänemark    | – | Polen       | 28:27 (15:9)  |
| 23. Jan. 2011 um 18:15 Uhr in Malmö | Schweden    | – | Kroatien    | 29:25 (14:12) |
| 23. Jan. 2011 um 20:15 Uhr in Malmö | Argentinien | – | Dänemark    | 24:31 (12:17) |
| 23. Jan. 2011 um 20:15 Uhr in Lund  | Polen       | – | Serbien     | 27:26 (10:11) |
| 25. Jan. 2011 um 18:15 Uhr in Malmö | Kroatien    | – | Polen       | 28:24 (13:11) |
| 25. Jan. 2011 um 20:15 Uhr in Lund  | Serbien     | – | Argentinien | 26:25 (15:13) |
| 25. Jan. 2011 um 20:15 Uhr in Malmö | Dänemark    | – | Schweden    | 27:24 (17:11) |

### Platzierungsspiele

#### Austragungsmodus
Im President’s Cup spielten die jeweiligen Viertplatzierten der Vorrundengruppen um die Plätze 13 bis 16, die Fünftplatzierten spielten um die Plätze 17 bis 20 und die Sechstplatzierten jeder Vorrundengruppe spielten um die Plätze 21 bis 24. Dabei trafen jeweils zuerst die beiden Mannschaften der Gruppen A und B bzw. C und D aufeinander. Danach spielten die beiden Gewinner des ersten Spiels um die Plätze 13, 17 und 21, die Verlierer des ersten Spiels um die Plätze 15, 19 und 23.

#### Spiele um Plätze 21 bis 24
| 22.01.2011 um 16:00 Uhr in Malmö | Australien | – | Chile     | 21:29 (6:17)  |
| 22.01.2011 um 20:30 Uhr in Lund  | Bahrain    | – | Brasilien | 30:37 (15:17) |

Spiel um Platz 23
| 23.01.2011 um 16:00 Uhr in Malmö | Australien | – | Bahrain | 23:33 (11:19) |

Spiel um Platz 21
| 23.01.2011 um 18:00 Uhr in Lund | Brasilien | – | Chile | 28:18 (13:11) |

#### Spiele um Plätze 17 bis 20
| 22.01.2011 um 14:00 Uhr in Kristianstad | Tunesien | – | Österreich | 25:26 (14:12) |
| 22.01.2011 um 16:30 Uhr in Kristianstad | Rumänien | – | Slowakei   | 33:38 (19:22) |

Spiel um Platz 19
| 23.01.2011 um 14:00 Uhr in Kristianstad | Tunesien | – | Rumänien | 29:30 (14:17) |

Spiel um Platz 17
| 23.01.2011 um 16:30 Uhr in Kristianstad | Österreich | – | Slowakei | 35:39 (18:19) |

#### Spiele um Plätze 13 bis 16
| 22.01.2011 um 14:00 Uhr in Skövde | Ägypten  | – | Japan    | 34:28 (17:14)              |
| 22.01.2011 um 16:30 Uhr in Skövde | Algerien | – | Südkorea | 24:29 n. V. (23:23, 12:17) |

Spiel um Platz 15
| 23.01.2011 um 18:00 Uhr in Skövde | Algerien | – | Japan | 29:24 (13:13) |

Spiel um Platz 13
| 23.01.2011 um 20:30 Uhr in Skövde | Ägypten | – | Südkorea | 23:26 (11:12) |

#### Spiele um Plätze 5 bis 12
Spiel um Platz 11
| 27.01.2011 um 18:00 Uhr in Kristianstad | Deutschland | – | Argentinien | 40:35 n.2V. (31:31, 27:27, 13:12) |

Spiel um Platz 9
| 27.01.2011 um 20:30 Uhr in Kristianstad | Norwegen | – | Serbien | 32:31 n. V. (29:29, 14:16) |

Spiel um Platz 7
| 28.01.2011 um 18:00 Uhr in Kristianstad | Polen | – | Ungarn | 28:31 (14:16) |

Spiel um Platz 5
| 28.01.2011 um 20:30 Uhr in Malmö | Kroatien | – | Island | 34:33 (14:16) |

### Finalrunde
|  | Halbfinale                               | Halbfinale                               |                                   |         | Finale                            | Finale                            |
|  |                                          |                                          |                                   |         |                                   |                                   |
|  | Schweden                                 | 26 (12)                                  |                                   |         |                                   |                                   |
|  | Frankreich                               | 29 (15)                                  |                                   |         |                                   |                                   |
|  | 28. Januar 2011, 18:00 Uhr, Malmö        |                                          |                                   |         |                                   |                                   |
|  |                                          |                                          | 30. Januar 2011, 17:00 Uhr, Malmö |         |                                   |                                   |
|  | Frankreich                               | 37 (31, 15)                              |                                   |         |                                   |                                   |
|  |                                          | Dänemark                                 | 35 (31, 12)                       |         |                                   |                                   |
|  |                                          |                                          |                                   |         |                                   |                                   |
|  | Spiel um Platz drei                      |                                          |                                   |         |                                   |                                   |
|  | 28. Januar 2011, 20:30 Uhr, Kristianstad | 28. Januar 2011, 20:30 Uhr, Kristianstad | Schweden                          | 23 (11) |                                   |                                   |
|  | Dänemark                                 | 28 (12)                                  | Spanien                           | 24 (11) |                                   |                                   |
|  | Spanien                                  | 24 (12)                                  |                                   |         | 30. Januar 2011, 14:30 Uhr, Malmö | 30. Januar 2011, 14:30 Uhr, Malmö |

#### Halbfinale
| 28.01.2011 um 18:00 Uhr in Malmö        | Schweden | – | Frankreich | 26:29 (12:15) |
| 28.01.2011 um 20:30 Uhr in Kristianstad | Dänemark | – | Spanien    | 28:24 (12:12) |

#### Spiel um Platz 3
| 30.01.2011 um 14:30 Uhr in Malmö | Schweden | – | Spanien | 23:24 (11:11) |

#### Finale
| 30.01.2011 um 18:00 Uhr in Malmö | Frankreich | – | Dänemark | 37:35 n. V. (31:31, 15:12) |

## Abschlussplatzierungen
| Rang   | Team        | Sp. | S | U | N | Tore    | Diff. |
| ------ | ----------- | --- | - | - | - | ------- | ----- |
| Gold   | Frankreich  | 10  | 9 | 1 | 0 | 327:245 | +082  |
| Silber | Dänemark    | 10  | 9 | 0 | 1 | 330:253 | +077  |
| Bronze | Spanien     | 10  | 8 | 1 | 1 | 281:236 | +045  |
| 04.    | Schweden    | 10  | 6 | 0 | 4 | 272:241 | +031  |
| 05.    | Kroatien    | 09  | 6 | 1 | 2 | 271:213 | +058  |
| 06.    | Island      | 09  | 5 | 0 | 4 | 266:246 | +020  |
| 07.    | Ungarn      | 09  | 6 | 0 | 3 | 254:253 | +001  |
| 08.    | Polen       | 09  | 5 | 0 | 4 | 249:236 | +013  |
| 09.    | Norwegen    | 09  | 5 | 0 | 4 | 259:255 | +004  |
| 10.    | Serbien     | 09  | 3 | 1 | 5 | 246:251 | −005  |
| 11.    | Deutschland | 09  | 5 | 0 | 4 | 268:246 | +022  |
| 12.    | Argentinien | 09  | 3 | 1 | 5 | 235:247 | −012  |
| 13.    | Südkorea    | 07  | 4 | 1 | 2 | 192:175 | +017  |
| 14.    | Ägypten     | 07  | 2 | 0 | 5 | 172:193 | −021  |
| 15.    | Algerien    | 07  | 3 | 0 | 4 | 153:162 | −009  |
| 16.    | Japan       | 07  | 2 | 0 | 5 | 193:224 | −031  |
| 17.    | Slowakei    | 07  | 2 | 1 | 4 | 205:224 | −019  |
| 18.    | Österreich  | 07  | 2 | 0 | 5 | 205:212 | −007  |
| 19.    | Rumänien    | 07  | 3 | 0 | 4 | 195:190 | +005  |
| 20.    | Tunesien    | 07  | 1 | 0 | 6 | 168:193 | −025  |
| 21.    | Brasilien   | 07  | 2 | 0 | 5 | 196:211 | −015  |
| 22.    | Chile       | 07  | 1 | 1 | 5 | 164:216 | −052  |
| 23.    | Bahrain     | 07  | 2 | 0 | 5 | 168:226 | −058  |
| 24.    | Australien  | 07  | 0 | 0 | 7 | 121:242 | −0121 |

## Auszeichnungen
- Bester Spieler (Most Valuable Player, MVP): Nikola Karabatić

### All-Star-Team
| Håvard Tvedten |               | Bertrand Gille |                     | Vedran Zrnić |
|                | Mikkel Hansen |                | Alexander Petersson |              |
|                |               | Dalibor Doder  |                     |              |
|                |               | Thierry Omeyer |                     |              |

## Statistiken

### Torschützen
Top 10 (Stand 30. Januar 2011 nach Abschluss des Turniers)
| Pl. | Spieler                 | Team       | Tore | 7 m | Spiele |
| --- | ----------------------- | ---------- | ---- | --- | ------ |
| 01. | Mikkel Hansen           | Dänemark   | 68   | 0   | 10     |
| 02. | Håvard Tvedten          | Norwegen   | 56   | 23  | 09     |
| 02. | Marko Vujin             | Serbien    | 56   | 10  | 09     |
| 04. | Vedran Zrnić            | Kroatien   | 54   | 18  | 09     |
| 04. | Bjarte Myrhol           | Norwegen   | 54   | 0   | 09     |
| 06. | Alexander Petersson     | Island     | 53   | 0   | 09     |
| 07. | Nikola Karabatić        | Frankreich | 51   | 0   | 10     |
| 08. | Tomasz Tłuczyński       | Polen      | 47   | 19  | 09     |
| 08. | Guðjón Valur Sigurðsson | Island     | 47   | 0   | 09     |
| 10. | Niclas Ekberg           | Schweden   | 43   | 18  | 10     |

### Torhüter
Top 10 (Stand 30. Januar 2011 nach Abschluss des Turniers)
| Pl. | Spieler                | Team        | Würfe | Paraden | Prozent | Spiele |
| --- | ---------------------- | ----------- | ----- | ------- | ------- | ------ |
| 01. | Daouda Karaboué        | Frankreich  | 118   | 056     | 47,5    | 10     |
| 02. | Johan Sjöstrand        | Schweden    | 260   | 108     | 41,5    | 10     |
| 03. | Johannes Bitter        | Deutschland | 234   | 096     | 41,0    | 09     |
| 04. | Ole Erevik             | Norwegen    | 171   | 069     | 40,4    | 09     |
| 05. | Niklas Landin Jacobsen | Dänemark    | 306   | 121     | 39,5    | 10     |
| 06. | Chang Woo Lee          | Südkorea    | 115   | 045     | 39,1    | 07     |
| 07. | Chan Young Park        | Südkorea    | 151   | 058     | 38,4    | 07     |
| 08. | Nándor Fazekas         | Ungarn      | 241   | 092     | 38,2    | 09     |
| 09. | Abdelmalek Slahdji     | Algerien    | 215   | 081     | 37,7    | 07     |
| 10. | Thierry Omeyer         | Frankreich  | 293   | 110     | 37,5    | 10     |

## Aufgebote

### Medaillengewinner
| Frankreich | Dänemark | Spanien |
| Jérôme Fernandez Didier Dinart Xavier Barachet Bertrand Gille Guillaume Joli Samuel Honrubia Daouda Karaboué Nikola Karabatić Franck Junillon Thierry Omeyer William Accambray Luc Abalo Cédric Sorhaindo Michaël Guigou Bertrand Roiné Sébastien Bosquet Arnaud Bingo | Niklas Landin Jacobsen Thomas Mogensen Mads Christiansen Lasse Boesen Jacob Bagersted Rasmus Lauge Schmidt Lars Christiansen Anders Eggert Sørenn Rasmussen Bo Spellerberg Michael V. Knudsen Jesper Nøddesbo Lasse Svan Hansen Hans Lindberg René Toft Hansen Kasper Søndergaard Mikkel Hansen | José Javier Hombrados Alberto Entrerríos Eduardo Gurbindo Albert Rocas Jorge Maqueda Ruben Garabaya Raúl Entrerríos Julen Aguinagalde Roberto García Parrondo Cristian Ugalde Arpad Sterbik Juanín García Iker Romero Chema Rodríguez Joan Cañellas Viran Morros |
| Claude Onesta (Trainer) | Ulrik Wilbek (Trainer) | Valero Rivera (Trainer) Manuel Montoya (Assistenztrainer) |

### 11. Platz: Deutschland
| - Johannes Bitter (HSV Hamburg) - Silvio Heinevetter (Füchse Berlin) - Pascal Hens (HSV Hamburg) - Uwe Gensheimer (Rhein-Neckar Löwen) - Oliver Roggisch (Rhein-Neckar Löwen) - Dominik Klein (THW Kiel) | - Adrian Pfahl (VfL Gummersbach) - Sebastian Preiß (TBV Lemgo) - Jacob Heinl (SG Flensburg-Handewitt) - Holger Glandorf (SG Flensburg-Handewitt) - Sven-Sören Christophersen (Füchse Berlin) | - Patrick Groetzki (Rhein-Neckar Löwen) - Michael Kraus (HSV Hamburg) - Christian Sprenger (THW Kiel) - Michael Haaß (Frisch Auf Göppingen) - Lars Kaufmann (Frisch Auf Göppingen) |

Trainer: Heiner Brand

## Eintrittskarten
Im Oktober 2009 wurden die ersten Eintrittskarten für die Finalspiele und die Spiele der schwedischen Nationalmannschaft verkauft. Im Frühjahr 2010 wurden weitere Eintrittskarten angeboten. Der Verkauf der restlichen Eintrittskarten erfolgte im Anschluss an die Gruppenauslosung ab 9. Juli 2010.

## Merchandising
Den offiziellen Song der Weltmeisterschaft Glorious singt Arash.